# Sint-Elooisprijs
De Sint-Elooisprijs is een eendaagse wielerwijdstrijd van ruim 190 kilometer die start en eindigt in Ruddervoorde, een dorp in West-Vlaanderen. Sinds 1952 wordt de wedstrijd jaarlijks gereden. Enkel in 1959, 196

## Geschiedenis

### Proloog
De Sint-Elooisprijs werd in 1942 werd tijdens Wereldoorlog II voor het eerst georganiseerd door sportclub Munckengalm. Deze sportclub had stamnummer 363 bij de Belgische wielerbond. Vanaf 1945 was er ook een wedstrijd voor beroepsrenners. Deze werd in 1947 gewonnen door André Pieters.

### Jaren '50
In 1950 werd dit stamnummer overgenomen door de veloclub Riddersport. De vele overwinningen van Leon Vandaele in de jeugdcategorieën waren een sein voor veloclub Riddersport om deze wielerwedstrijd opnieuw te organiseren. Leon Van Daele is recordhouder. Hij won de Sint-Elooisprijs viermaal.

### Jaren '60
Eind van de jaren ‘50 werd het voor veloclub Riddersport steeds moeilijker om de organisatie van de Sint-Elooisprijs financieel rond te krijgen. Hierdoor werd in de periode 1959-1961 de wedstrijd niet georganiseerd voor beroepsrenners.
In 1965 werd de wedstrijd afgelast omwille van de slechte staat van een aantal wegen in het parcours. In 1967 vond een drastische wijziging plaats. Omwille van wegenwerken in het centrum van Ruddervoorde kon de wedstrijd niet doorgaan tijdens de kermisweek in juni. De wedstrijd werd verplaatst naar eind september.

### Jaren '70 en '80
In de jaren ‘70 werd de datum van de wielerwedstrijd verplaatst naar de laatste donderdag in april. Wat ervoor zorgde dat er veel meer renners, waaronder  Joop Zoetemelk en Lucien Van Impe, aan de start verschenen. De grote namen ontvingen geen startgeld, ze beschouwden het deelnemen aan kermiskoersen als een goede training (“liever koersen dan trainen”).
Ook in de jaren tachtig kon men blijven rekenen op een ruim deelnemersveld inclusief bekende renners zoals Eddy Planckaert, Johan Museeuw en Freddy Maertens.

### Jaren '90
In de jaren ‘90 kwamen kermiskoersen zoals Sint-Elooisprijs steeds meer onder druk te staan. Een van de oorzaken was het optrekken van het bedrag van de inrichtingsvergunningen. Om een aanvaardbaar aantal deelnemers aan de start te krijgen werd toen beslist om beloften en elite zonder contract te laten deelnemen aan kermiskoersen.
In 1996 is de datum van de wedstrijd opnieuw verplaatst naar de week van de kleine kermis in juni.
In 1999 werd voor het eerst een vergoeding uitgekeerd aan een aantal ploegen om hun renners aan de start te krijgen.

### Na 2000
Het bestuur van Riddersport probeerde een tweedaagse met Brussel-Ingooigem tot stand te brengen. Men zag dit als een ideale voorbereiding op het kampioenschap van enkele dagen later. Echter werden deze plannen nooit concreet.  In 2020 werd de wedstrijd geannuleerd omwille van de corona-pandemie. Sinds 2021 wordt de wielerwedstrijd Sint-Elooisprijs uitgezonden door Focus WTV. Dat jaar zorgde de wedstrijdorganisatie voor een testcentrum om de deelnemers te testen op corona. 

## Lijst van winnaars

### Meervoudige winnaars
| Overwinningen | Renner             | Land   | Jaren                  |
| ------------- | ------------------ | ------ | ---------------------- |
| 4             | Leon Van Daele     | België | 1952, 1953, 1957, 1958 |
| 2             | Willy Van Neste    | België | 1972, 1973             |
| 2             | Walter Schoonjans  | België | 1980, 1984             |
| 2             | Geert Omloop       | België | 1999, 2000             |
| 2             | Sébastien Rosseler | België | 2007, 2008             |
| 2             | Steven Caethoven   | België | 2012, 2013             |
| 2             | Sasha Weemaes      | België | 2019, 2021             |

### Overwinningen per land
| Overwinningen | Land              |
| ------------- | ----------------- |
| 53            | België            |
| 11            | Nederland         |
| 1             | Australië, Italië |

## Galerij

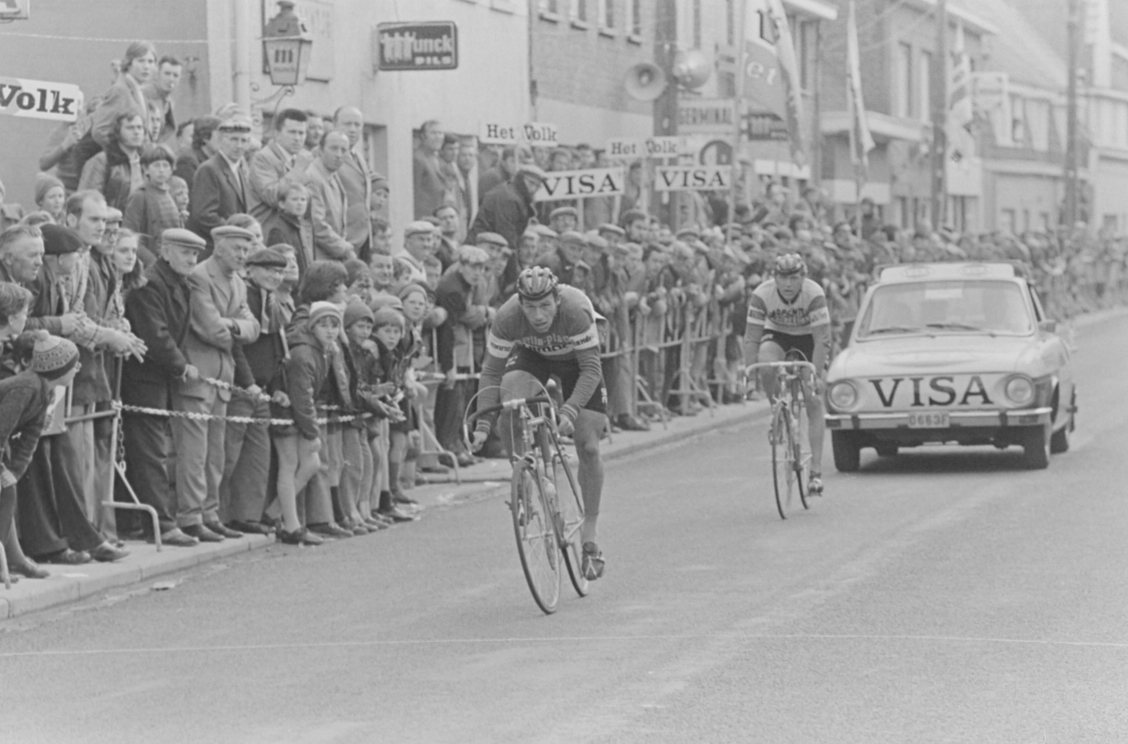
André Dierickx en Lucien De Brauwere sprinten voor de zege in de editie van 1974.
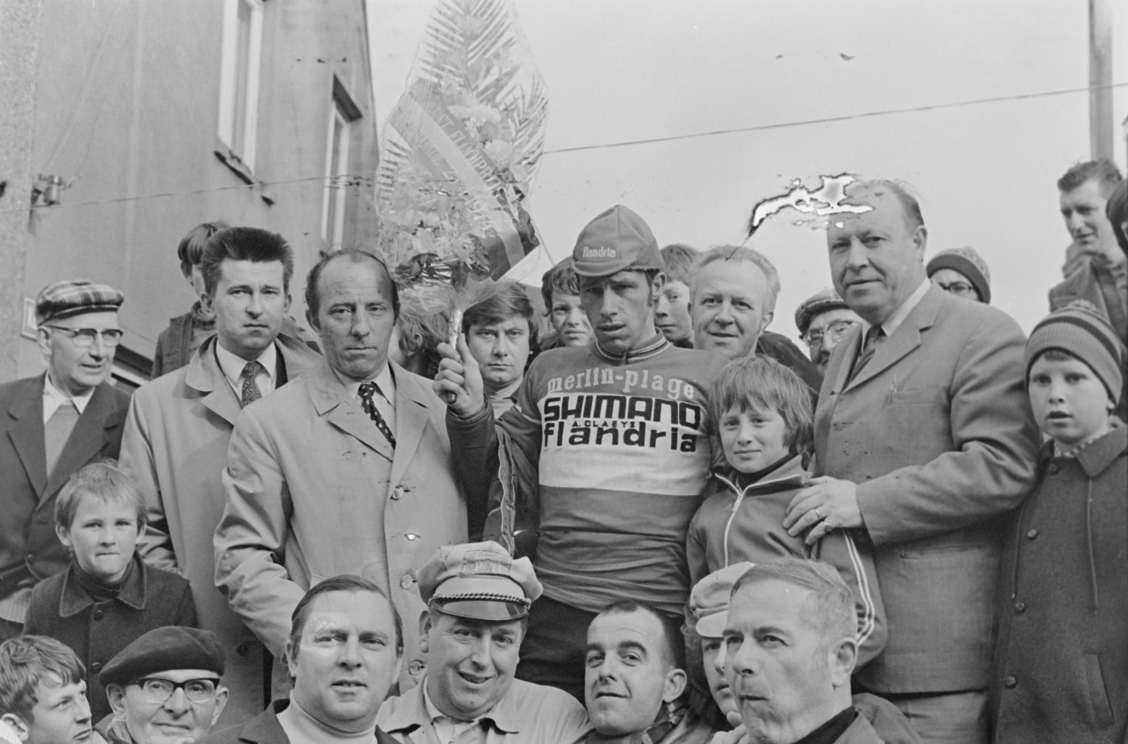
André Dierickx poseert na zijn overwinning in 1974.
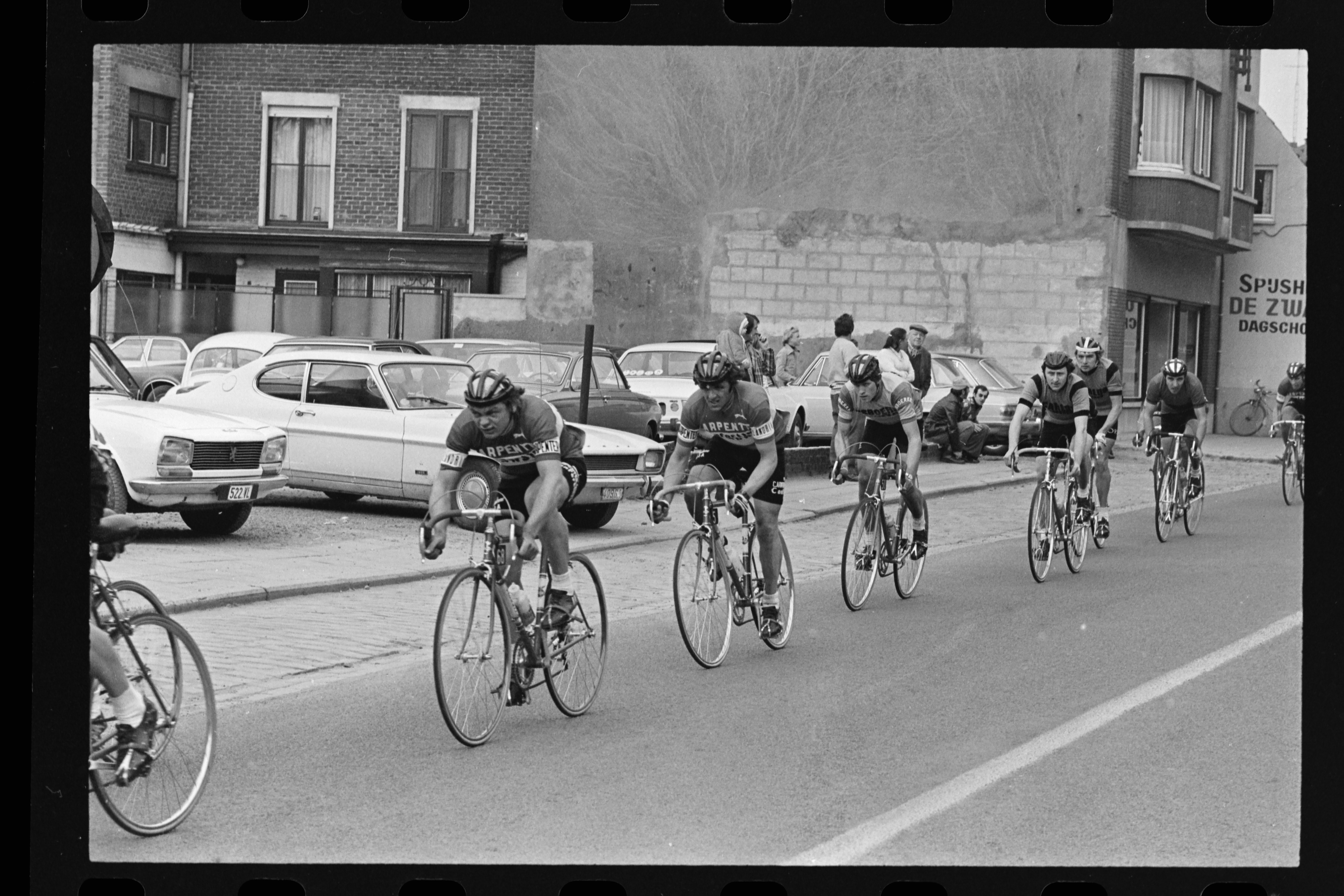
Het peloton doorkruist Ruddervoorde tijdens de Sint-Elooisprijs in 1975.
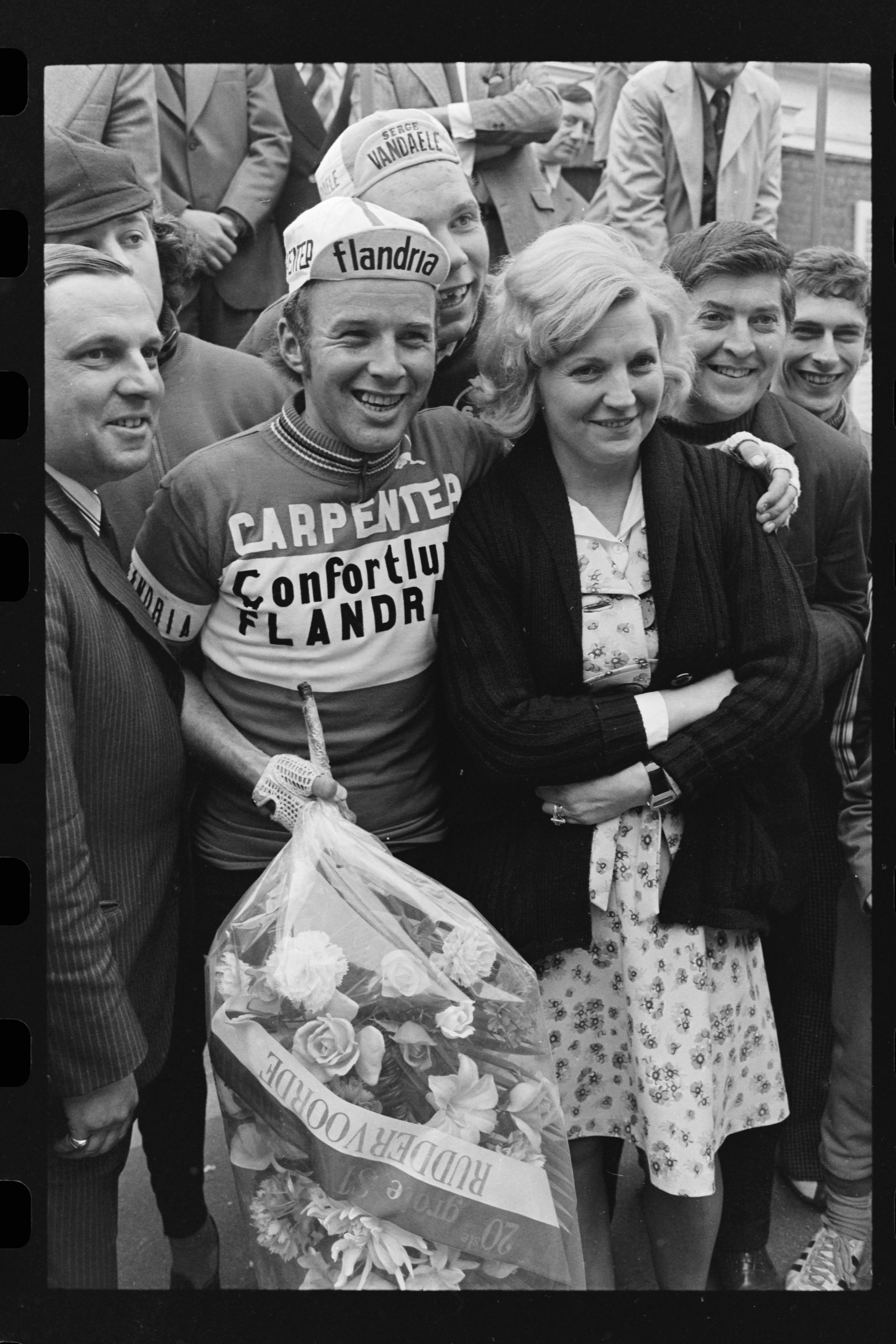
Ronny De Witte wint de Sint-Elooisprijs in 1975.
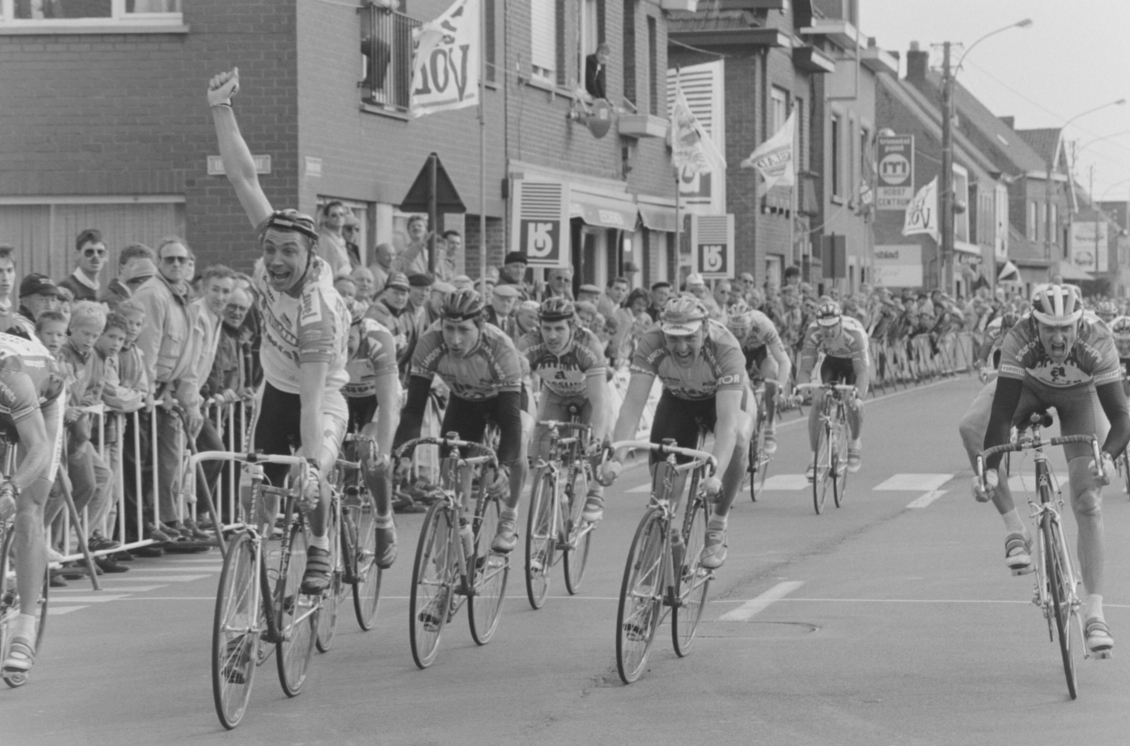
Michel Cornelisse wint de sprint in 1992.
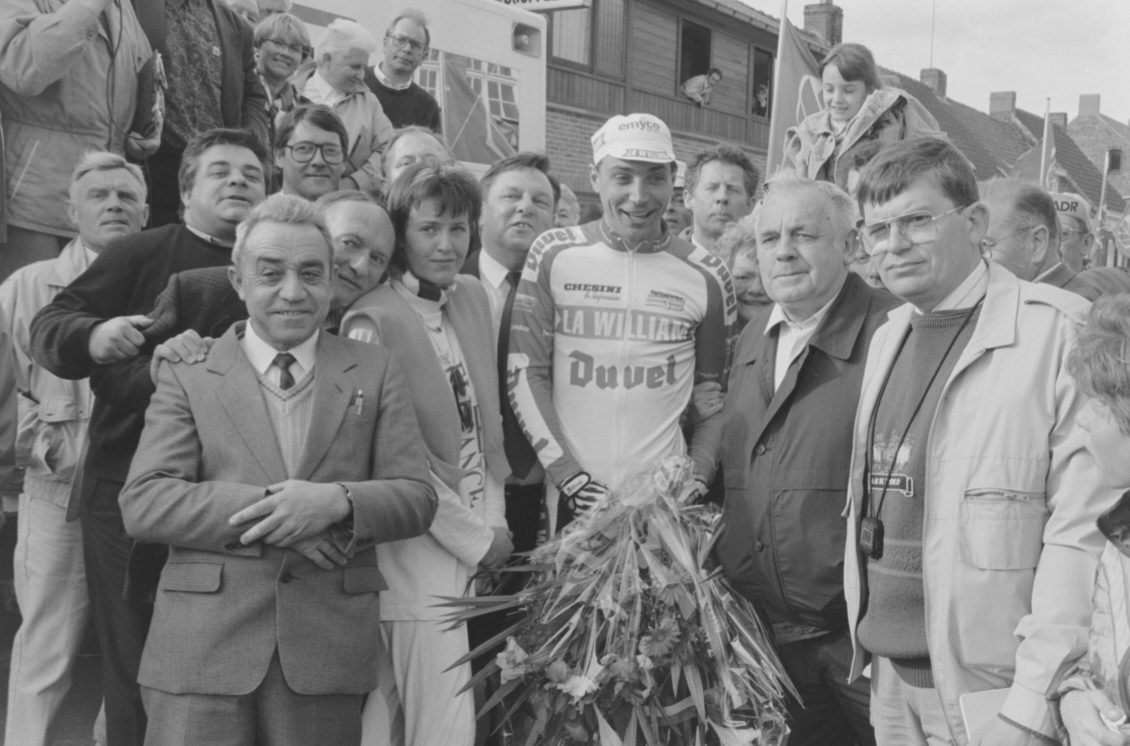
Michel Cornelisse poseert na zijn overwinning.
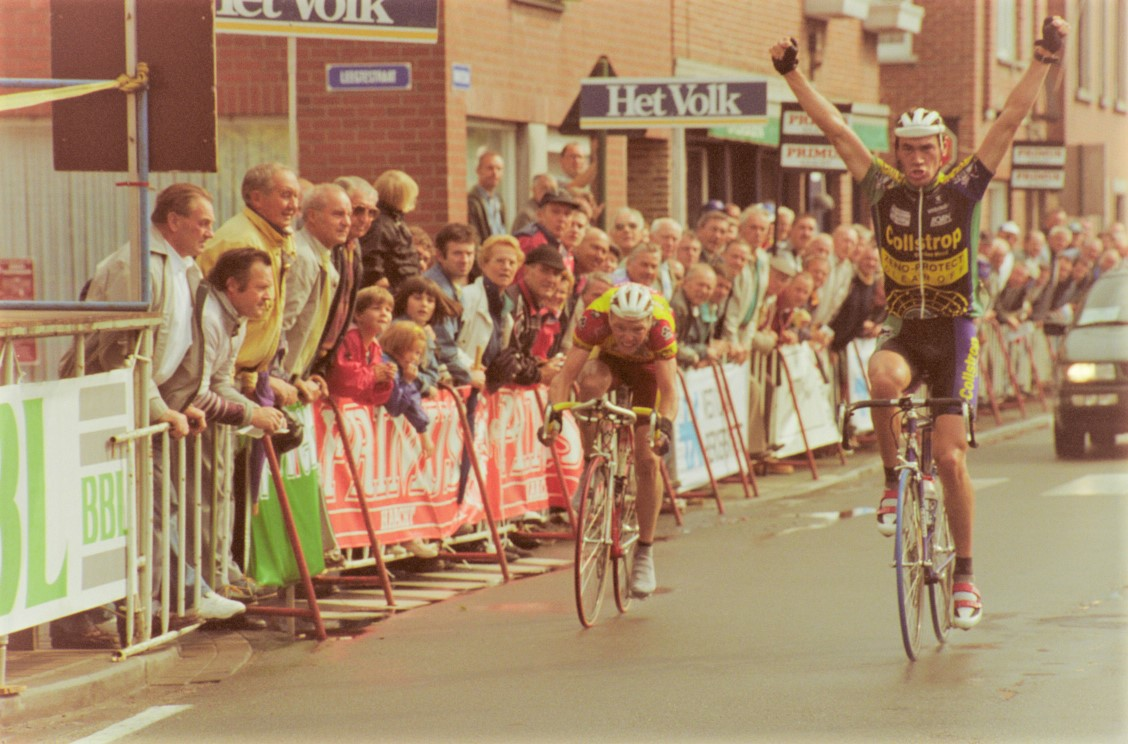
Danny Baeyens klopt in 1997 Franky De Buyst in de sprint.
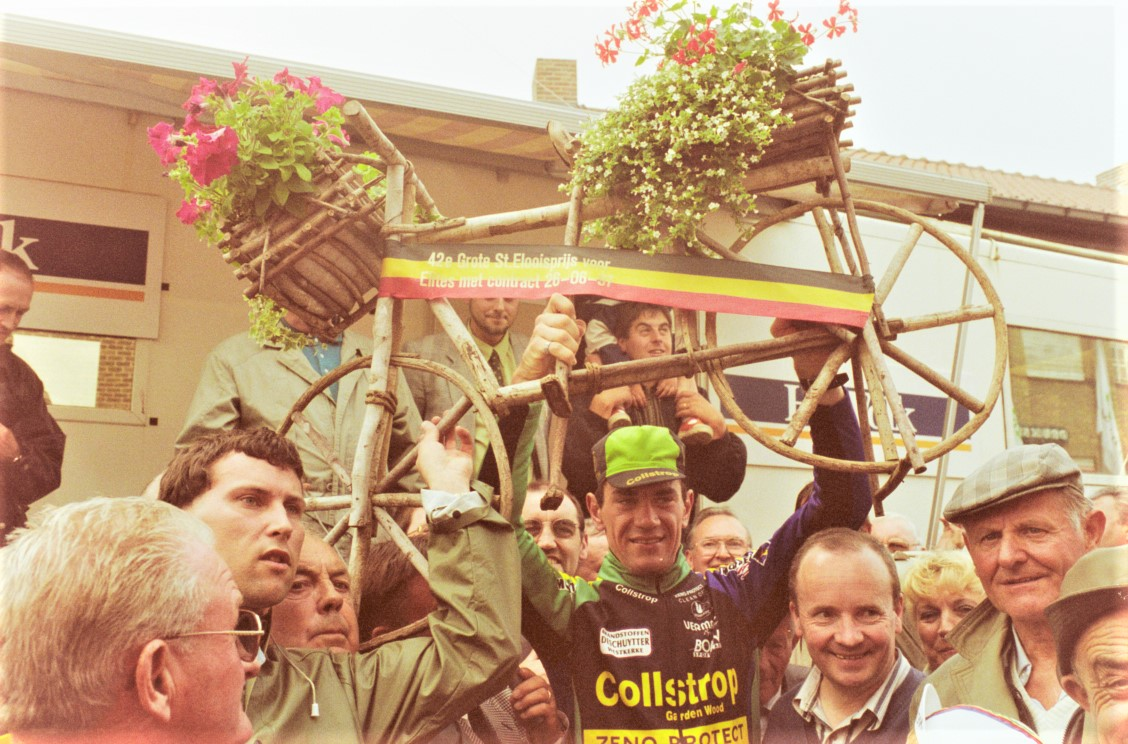
Een triomfantelijke Danny Baeyens steekt zijn trofee in de lucht.